# 陶町
陶町（すえちょう）は、かつて岐阜県恵那郡にあった町である。

## 大字・字
- 大字:猿爪
  - 字:西ケ洞、中の草、留守ケ入、廣表、井の平、關屋、細久手、澤の尻
- 大字:水上
  - 字:田の尻、向竈、坂下、梅の木、西の前、入ケ洞、瀧坂、向田、城戸、濱岩場、中島、栃の入、平關屋、澤の尻、日向、市場、上久手、下久手
- 大字:大川
  - 字:乱曾、道下、上辻、上の洞、入ケ洞、釜の洞、東釜、藤塚、十三塚

## 地名
明治30年に猿爪・水上・大川の三村合併の際、当時既にこの地の基幹産業になりつつあった陶磁器産業の発展を願い、猿爪村長の永井圓次郎により、陶磁器の頭の陶をとり、読みは「すえ」とし、陶村と命名され、昭和の町制施行の際に陶町となった。

## 地理
- 川：小里川

## 歴史
- 平安時代末期から戦国時代末期まで恵那郡遠山荘淡気郷の一部。
- 鎌倉時代初期から、明治2年(1869年)の版籍奉還まで猿爪村は明知遠山氏の領地であった。
- 室町時代中期より、水上村と大川村は、小里城を拠点とする土岐氏の一族小里氏の領地となった。
- 江戸時代猿爪（ましづめ）村は、旗本の明知遠山氏の領地。水上村と大川村は旗本小里氏の領地であったが、小里氏に後継ぎが無く断絶したため元和9年（1623年）江戸幕府に領地を没収され幕府領となる。
- 明知遠山氏の領内では元禄12年(1699年)、宝暦3年(1763年)、文政2～4年(1819年～1821年)、慶応2年(1866年)の四度、百姓一揆が勃発した。猿爪村は、全ての一揆に加わった。
- 天保6年(1835年)、水上村の小木曽菊蔵が恵那郡で初めて開窯するが僅か1年で中絶した。
- 文久元年(1861年)7月、猿爪村の庄屋の曾根庄兵衛が、窯業を開始し成功する。
- 文久3年(1863年)、永井九郎右衛門、永井四郎右衛門、永井庄右衛門が開窯する。
- 慶応2年(1866年)、明知遠山領内で勃発した一揆の際には、曾根庄兵衛らが、一揆の鎮静化に尽力した。
- 明治30年（1897年）4月1日 - 猿爪村、水上村 、大川村が合併し陶村となる。旧村名は大字として残った。
- 明治34年（1901年）曾根庄兵衛が、緑綬褒章を授与された。
- 昭和7年（1932年）10月1日 - 陶村が町制施行し陶町となる。
- 昭和29年（1954年）4月1日 - 土岐郡瑞浪土岐町、稲津村、釜戸村、大湫村、日吉村、明世村（山野内、月吉、戸狩）と合併し瑞浪市が発足。同日陶町廃止。

## 公共交通
- 国鉄バス 中馬線

## 教育
- 町立陶中学校
- 町立陶小学校

## 寺院
- 寶昌寺 (瑞浪市)
- 淨圓寺 (瑞浪市)
- 林昌寺 (瑞浪市)

## 伝説
大川に十三塚という地名がある。戦国時代に森長可が東濃制圧のため小里氏を攻めた際に、小里氏の形勢が不利となり大半が討死したが、小里氏の武士達は再興を図って、岩村城主を頼って落ち延びようと大川まで辿り着いたが、追撃が激しく13名となってしまった。そこで遂に全員が自刃して果てた。これを里人が葬って13基の塚を建てた。
明治維新後、地租改正の検地の際、開墾のため、1基を残して毀したところ悪疫が蔓延したため、塚の祟りと考えられて、大川村の鎮守神「八王子神社」の『八』と、武士にちなんで『剣』の字のついた八剱神社を建てて13名の武士を祀った(恵那郡史)。八剱神社は日本武尊が草薙の剣により賊を討伐したことにより「神剣を振って外難を防ぐ」との故事から難を逃れる神社とされており、大川八剱神社は悪疫の祟りから逃れたいと建立した神社であるが、現在では難産から逃れる安産の神様というのが一番の御利益となっている。